# 스타디오눌 짐브루
스타디오눌 짐브루(루마니아어: Stadionul Zimbru)는 몰도바 키시너우에 위치한 축구 경기장으로 수용 인원은 10,400명이다. 2006년 5월에 개장했으며 짐브루 키시너우와 몰도바 축구 국가대표팀의 홈 구장으로 사용되고 있다.